# Јејгертаун (Пенсилванија)
Јејгертаун (енгл. Yeagertown) насељено је место без административног статуса у америчкој савезној држави Пенсилванија.

## Демографија
По попису из 2010. године број становника је 1.050, што је 15 (1,4%) становника више него 2000. године.
| Група             | 2000.         | 2010.         |
| Белци             | 1.015 (98,1%) | 1.024 (97,5%) |
| Афроамериканци    | 4 (0,4%)      | 9 (0,9%)      |
| Азијати           | 3 (0,3%)      | 4 (0,4%)      |
| Хиспаноамериканци | 8 (0,8%)      | 10 (1,0%)     |
| Укупно            | 1.035         | 1.050         |